# فرد وايت (سياسي أمريكي)
فرد وايت هو راعي البقر وسياسي أمريكي، ولد في 28 سبتمبر 1853 في Fort Arbuckle (Oklahoma) ‏ في الولايات المتحدة، وتوفي في 24 سبتمبر 1895 في Chickasaw Nation ‏.